# Maio
Maio és un concelho (municipi) de Cap Verd. Comprèn tota l'illa de Maio. La seva capital és la Vila do Maio. El municipi consta d'una sola freguesia (parròquia civil), Nossa Senhora da Luz, que també cobreix tota l'illa. La freguesia se subdivideix en els següents assentaments:
- Alcatraz
- Barreiro
- Calheta
- Figueira da Horta
- Morro
- Morrinho
- Pedro Vaz
- Pilão Cão
- Praia Gonçalo
- Ribeira Dom João
- Santo Antônio
- Vila do Maio (Porto Inglês)

## Demografia
| Població de Maio, Cap Verd (municipi) (1940—2010) | Població de Maio, Cap Verd (municipi) (1940—2010) | Població de Maio, Cap Verd (municipi) (1940—2010) | Població de Maio, Cap Verd (municipi) (1940—2010) | Població de Maio, Cap Verd (municipi) (1940—2010) | Població de Maio, Cap Verd (municipi) (1940—2010) | Població de Maio, Cap Verd (municipi) (1940—2010) | Població de Maio, Cap Verd (municipi) (1940—2010) |
| ------------------------------------------------- | ------------------------------------------------- | ------------------------------------------------- | ------------------------------------------------- | ------------------------------------------------- | ------------------------------------------------- | ------------------------------------------------- | ------------------------------------------------- |
| 1940                                              | 1950                                              | 1960                                              | 1970                                              | 1980                                              | 1990                                              | 2000                                              | 2010                                              |
| 2.237                                             | 1.924                                             | 2.680                                             | 3.466                                             | 4.098                                             | 4.969                                             | 6.754                                             | 6.943                                             |